# Rostam Farrochzad
Rostam Farrochzad (pers. رستم فرّخزاد) (zm. 636 r.) - spahbod (naczelny dowódca) armii perskiej za panowania Jazdegirda III. Z pochodzenia Ormianin, wraz z bratem wiernie służył jednak Sasanidom. W roku 636 otrzymał rozkaz zahamowania inwazji Arabów. Nękany proroczymi snami, wyruszył dopiero po interwencji królewskiej. Poniósł klęskę i śmierć pod Kadisijją.